# 오버샘플링
신호 처리에서 오버샘플링(oversampling)은 두 배 이상의 대역폭, 또는 샘플링할 수 있는 최고의 샘플링 주파수로 신호를 샘플링하는 과정이다. 오버샘플링은 에일리어싱 방지, 해상도 향상, 노이즈 감소에 효과적이다.

## 같이 보기
- 샘플링
  - 언더샘플링
  - 업샘플링
- 샘플링 레이트